# Gulworthy
Gulworthy – wieś i civil parish w Anglii, w Devon, w dystrykcie West Devon. W 2011 civil parish liczyła 518 mieszkańców.